# Fascia lata

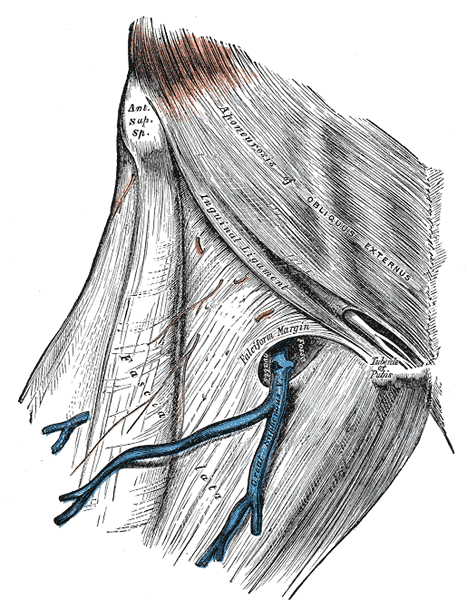
Fascia lata

Die Fascia lata (lata = lat. breit) ist eine derbe Bindegewebshülle (Faszie) am Oberschenkel und Teil der Oberflächenfaszie. Sie hält alle Muskeln, die an der Außenseite des Oberschenkels liegen, eng umschlossen. Dort ist die Faszie besonders kräftig ausgebildet. Zusätzlich ist hier durch den Zug zweier Muskeln, des Musculus tensor fasciae latae und des Musculus glutaeus maximus, ein straffer, sehnenartiger Streifen gebildet worden. Dieser sog. Tractus iliotibialis befestigt sich oben am Darmbeinkamm und an der Faszie des Glutaeus medius. Der Ansatz des unteren Ende ruft am Condylus lateralis der Tibia die Tuberositas tractus iliotibialis hervor.

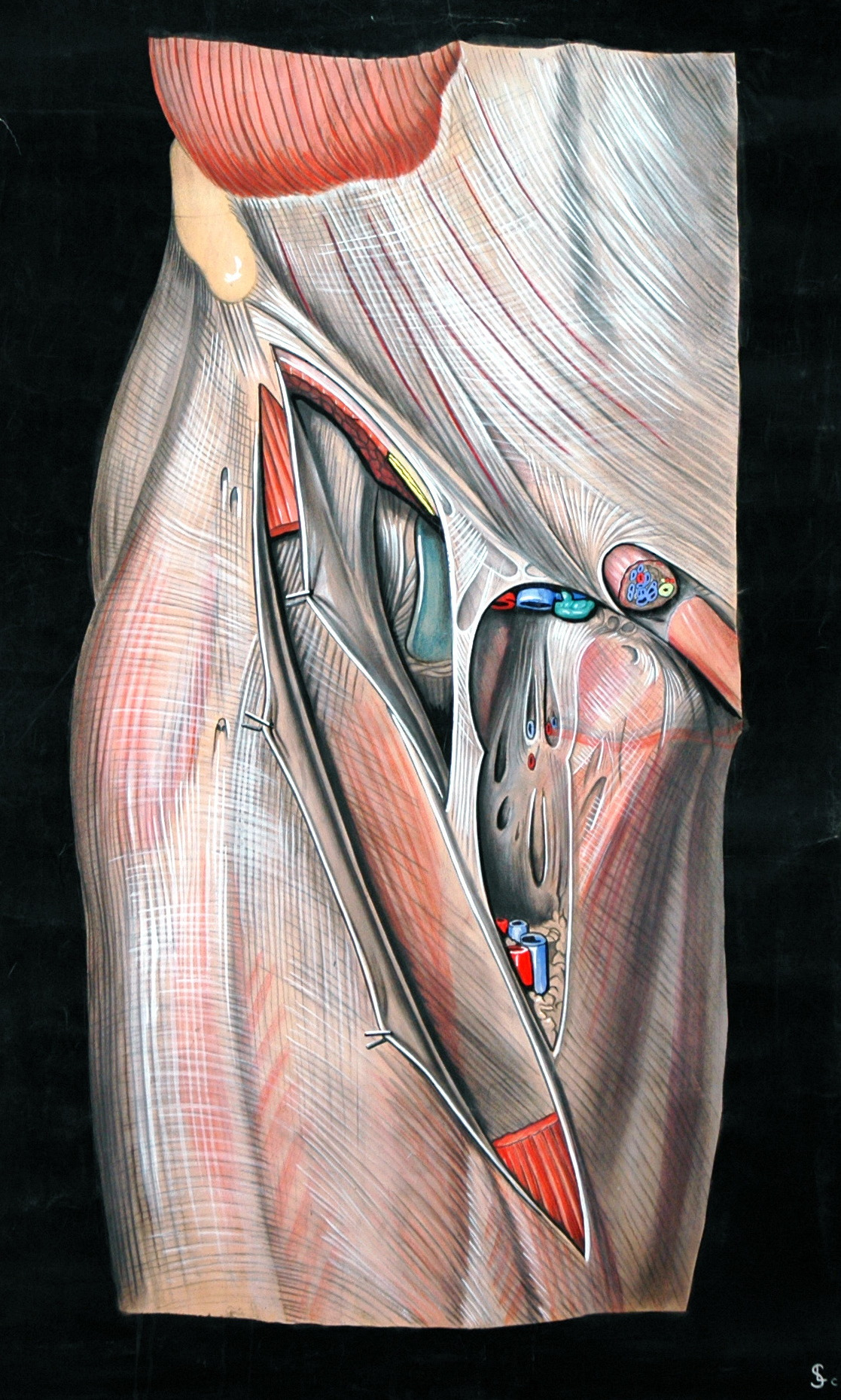
Ansicht der Fascia lata von ventral. Der M. sartorius ist partiell reseziert worden.

Der Abschnitt unterhalb des Leistenbandes wird auch als Fascia cribrosa (cribrum = lat. Sieb) bezeichnet, da er nur aus wenig dichtem Bindegewebe besteht und eine Öffnung in Form des Hiatus saphenus aufweist. Hier können Eingeweidebrüche (Hernia femoralis) äußerlich sichtbar werden. Bauchseitig setzt sich die Fascia lata als Fascia abdominis superficialis fort.
Eine Abspaltung der Faszie verläuft zwischen dem großen Rollhügel (Trochanter major) des Oberschenkelknochens zum Sitzbeinhöcker (Tuber ischiadicum). Diese als „Sitzhalfter“ bezeichnete Struktur ist die anatomische Grundlage der Gesäßfurche.
Diese Hülle ist flexibel, obwohl sie aus weitgehend festem Material besteht. Ihre Spannung ist variabel, weil sie vom M. tensor fasciae latae über den Tractus iliotibialis an der Außenseite des Oberschenkels eingestellt werden kann.
Durch zwei Abspaltungen (Septa intermuscularis), die beiderseits in die Tiefe am Oberschenkelknochen ziehen, werden die Muskelgruppen am Oberschenkel voneinander getrennt. Die mechanische Bedeutung dieser Septen ist erheblich, da sie mehreren Muskeln als Ursprungsfeld dienen und so die beschränkte Insertionsfläche am Oberschenkel vergrößert wird.